# 1502
| 1502               |
| ------------------ |
| Dødsfald - Fødsler |
|                    |

| Gregoriansk kalender | 1502 MDII               |
| Ab urbe condita      | 2255                    |
| Armensk kalender     | 951 ԹՎ ՋԾԱ              |
| Kinesiske kalender   | 4198 – 4199 辛酉 – 壬戌 |
| Etiopisk kalender    | 1494 – 1495             |
| Jødisk kalender      | 5262 – 5263             |
| Hindukalendere       |                         |
| - Vikram Samvat      | 1557 – 1558             |
| - Shaka Samvat       | 1424 – 1425             |
| - Kali Yuga          | 4603 – 4604             |
| Iransk kalender      | 880 – 881               |
| Islamisk kalender    | 908 – 909               |

Konge i Danmark: Hans 1481-1513
Se også 1502 (tal)

## Begivenheder
- Stockholm Slot kapitulerer efter 8 måneders belejring. Besætningen på slottet var da skrumpet ind til blot 70 mand. Den danske Dronning Christine må gå i svensk fangenskab.
- Kongeriget Napoli indtages af franske og spanske tropper. De to landes konger kommer straks efter i strid om delingen af byttet.
- Paven giver Portugal monopol på søvejen til Indien.
- Christoffer Columbus opdager Honduras og Panama.
- Amerigo Vespucci erklærer efter hjemkomsten fra sit andet togt til Sydamerika at det ikke er Østasien men et helt nyt kontinent han har opdaget.
- De muslimske maurere i Spanien beordres til at konvertere til kristendommen eller forlade landet. Mange nægtere brændes som kættere efter ordre fra inkvisitionen.
- De første negerslaver sendes til Amerika

## Dødsfald
- Arthur Tudor prins af Wales